# Birgaon
Birgaon è una suddivisione dell'India, classificata come census town, di 23.352 abitanti, situata nel distretto di Raipur, nello stato federato del Chhattisgarh. In base al numero di abitanti la città rientra nella classe III (da 20.000 a 49.999 persone).

## Geografia fisica
La città è situata a 21° 18' 04 N e 81° 37' 43 E.

## Società

### Evoluzione demografica
Al censimento del 2001 la popolazione di Birgaon assommava a 23.352 persone, delle quali 12.659 maschi e 10.693 femmine. I bambini di età inferiore o uguale ai sei anni assommavano a 4.945, dei quali 2.545 maschi e 2.400 femmine. Infine, coloro che erano in grado di saper almeno leggere e scrivere erano 13.959, dei quali 8.845 maschi e 5.114 femmine.